# Flon (vattendrag i Schweiz)
Flon är ett vattendrag i Schweiz.   Det ligger i kantonen Vaud, i den västra delen av landet, 80 km sydväst om huvudstaden Bern.
Trakten runt Flon är nära nog obefolkad, med mindre än två invånare per kvadratkilometer.